# آنا موریرا
آنا موریرا (انگلیسی: Ana Moreira؛ زادهٔ ۱۳ فوریهٔ ۱۹۸۰) هنرپیشه اهل پرتغال است.
از فیلم‌ها یا برنامه‌های تلویزیونی که وی در آن نقش داشته‌است می‌توان به تابو، دادگاه شمالی اشاره کرد.